# Dio suona la chitarra
Dio suona la chitarra è un album musicale di Goran Kuzminac uscito nel 2008.

## Tracce
Testi e musiche di Goran Kuzminac.
1. Perché mi va – 2:25
2. Dio suona la chitarra – 4:23
3. Torno a casa – 4:02
4. Come neve il tempo – 3:39
5. Bimbi buoni – 2:53
6. Gambebelle – 3:47
7. È così – 4:20
8. Heiii – 2:38
9. Parole semplici – 4:37
10. La mia faccia – 3:55
11. Cuore leggero – 3:41
12. Americana – 3:31
13. Solo adesso – 2:49
14. Al centro di niente – 3:27 – bonus track
15. Stasera l'aria è fresca – 3:49 – bonus track

## Musicisti
- Goran Kuzminac - voce, chitarra acustica, chitarra baritona, armonica a bocca
- Glauco Di Sabatino - batteria
- Anchise Vetuschi - basso
- Charley De Anesi - chitarra elettrica
- Mauro De Federicis - chitarra elettrica
- Lincoln Veronese - chitarra elettrica
- Alex Britti - slide guitar
- Vincenzo Irelli - organo Hammond, Fender Rhodes, pianoforte
- Andrea Valeri - chitarra acustica
- Antonio Onorato - chitarra elettrica